# Tautobriga euspila
Tautobriga euspila är en fjärilsart som beskrevs av Walker 1869. Tautobriga euspila ingår i släktet Tautobriga och familjen nattflyn. Inga underarter finns listade i Catalogue of Life.